# Cynorta magnifica
Cynorta magnifica is een hooiwagen uit de familie Cosmetidae.